# Thomas Kwoyelo
Thomas Kwoyelo é um ex-comandante e coronel do Exército de Resistência do Senhor de Uganda. Desde 1996 existiam 12 acusações e 52 processos criminais contra Kwoyelo. Ele foi acusado de estupro e assassinato.
Em 2009, Kwoyelo foi capturado durante um tiroteio contra as Forças Armadas de Uganda, sendo baleado duas vezes e ferido. Após se recuperar, foi mantido em cativeiro por três meses antes de ser acusado de crimes de guerra, momento em que foi transferido para uma prisão de segurança padrão em Uganda. Em 2011, compareceu em tribunal e declarou-se inocente de mais de 90 acusações de crimes de guerra, incluindo homicídio e tomada de reféns. Devido à dimensão do caso, o julgamento de Kwoyelo demorou mais de uma década para começar e ele passou catorze anos em prisão preventiva. Em 19 de janeiro de 2024, o julgamento de Kwoyelo finalmente começou. Ele foi o primeiro comandante do Exército de Resistência do Senhor a ser levado a julgamento por Uganda (Dominic Ongwen já havia sido julgado pelo Tribunal Penal Internacional). No passado, o seu caso foi suspenso ou adiado. Em 13 de agosto de 2024, um tribunal ugandense considerou Thomas Kwoyelo culpado de quarenta e quatro acusações de crimes de guerra e crimes contra a humanidade. Em 25 de outubro, o tribunal confirmou sua condenação pelas 44 acusações, incluindo assassinato, estupro, sequestro e assalto. Ele foi sentenciado a 40 anos de prisão.